# American IV: The Man Comes Around
American IV: The Man Comes Around è il cinquantacinquesimo album in studio di Johnny Cash, pubblicato nel 2002. 

## Descrizione
Quarto capitolo della serie American prodotta da Rick Rubin, si tratta dell'ultimo album pubblicato da Cash mentre era ancora in vita; è morto l'anno successivo, pochi mesi dopo la moglie June Carter Cash.
L'album contiene due nuove versioni di vecchi successi di Cash, un solo pezzo scritto per l'occasione (la title track che apre il disco) e molte altre cover reinterpretate da Cash. Tra di esse, spicca Hurt dei Nine Inch Nails, il cui video sarà poi vincitore di un MTV Video Music Awards nella categoria Best Cinematography.
L'album è stato un successo di critica ma anche di pubblico: per Cash fu il primo album non-compilation a vincere il disco d'oro (500 000 copie vendute in USA) dopo 30 anni.
Tra gli ospiti del disco, scelti da Rubin, spiccano Nick Cave (in I'm So Lonesome I Could Cry) e Fiona Apple (in Bridge over Troubled Water).

## Tracce
1. The Man Comes Around – 4:26 (Cash)
2. Hurt – 3:38 (Reznor)
3. Give My Love to Rose – 3:28 (Cash)
4. Bridge over Troubled Water – 3:55 (Paul Simon)
5. I Hung My Head – 3:35 (Sting)
6. The First Time Ever I Saw Your Face – 3:52 (Ewan MacColl)
7. Personal Jesus – 3:20 (Martin Lee Gore)
8. In My Life – 2:57 (John Lennon, Paul McCartney)
9. Sam Hall – 2:40 (Tex Ritter)
10. Danny Boy – 3:19 (Frederick Weatherly)
11. Desperado – 3:13 (Glenn Frey, Don Henley)
12. I'm So Lonesome I Could Cry – 3:03 (Hank Williams)
13. Tear Stained Letter – 3:41 (Cash)
14. Streets of Laredo – 3:33 (tradizionale)
15. We'll Meet Again – 2:58 (Charles, Parker)

## Formazione
- Johnny Cash - voce, chitarra, chitarra acustica
- Don Henley - batteria, pianoforte, voce
- Fiona Apple - voce
- Nick Cave - voce
- Mike Campbell, John Frusciante, Randy Scruggs - chitarra acustica, chitarra
- Thom Bresh, Jeff Hanna, Kerry Marx, Marty Stuart -chitarra acustica
- Smokey Hormel - chitarra acustica, slide guitar, chitarra
- Jack Clement - Dobro
- Joey Waronker - batteria
- David R. Ferguson - ukulele, mixer
- Laura Cash - violino
- Terry Harrington - clarinetto
- Benmont Tench - organo, piano, armonica, Mellotron, vibrafono, Wurlitzer
- Roger Manning - piano, Mellotron, Chamberlin
- Billy Preston - piano